# Luís de Vargas

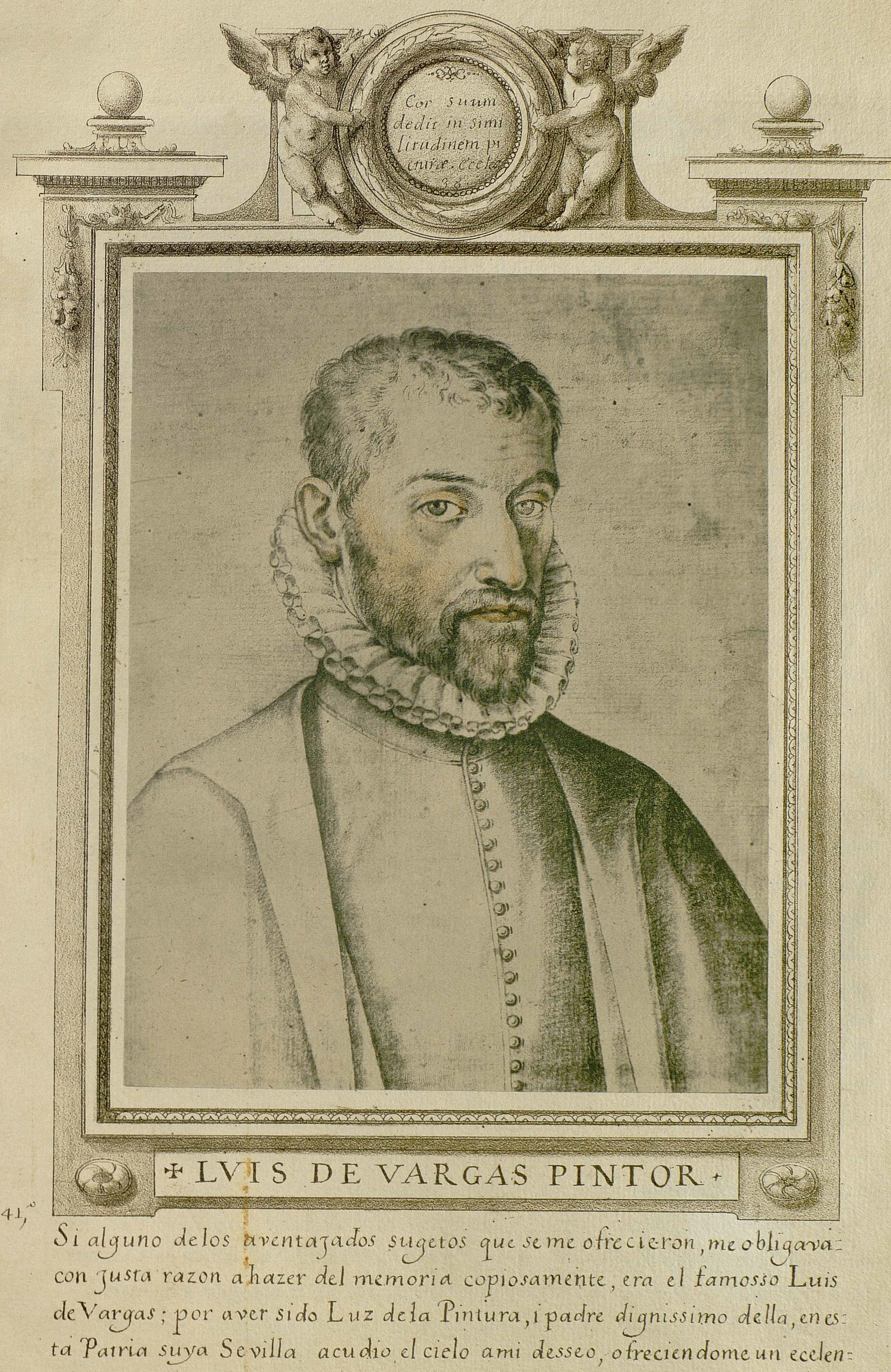
Luis de Vargas por Francisco Pacheco. Libro de descripción de verdaderos retratos de ilustres y memorables varones, Madrid, Biblioteca da Fundação Lázaro Galdiano.

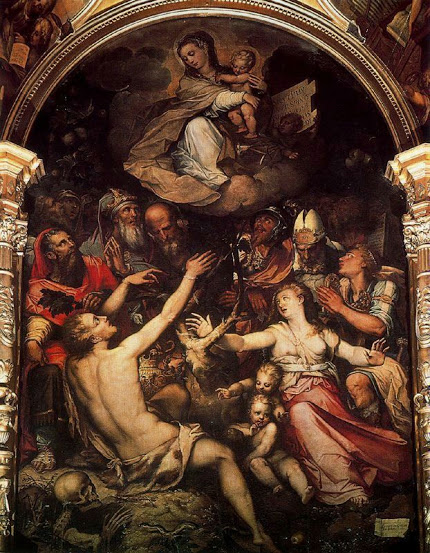
Luis de Vargas. Alegoria da Imaculada Conceição, mais conhecido por "de la Gamba". 1561. (Altar da Conceição da catedral de Sevilla).

Luis de Vargas (Sevilla, 1505?- 1567) foi um pintor espanhol do século XVI pertencente à escola sevilhana.

## Biografia
Nascido em Sevilla, entre 1502 e 1506, aprendeu a pintar com o seu pai, o pintor Juan de Vargas; viajou muito jovem para Itália, onde, ao que parece, passou a maior parte da sua vida e onde completou a sua formação, trabalhando no círculo dos seguidores de Rafael, entre os quais se destaca Perin del Vaga. De regresso a Sevilla, quase com 50 anos de idade, atingiu grande prestígio nos círculos artísticos da cidade; morre em Sevilha em 1567, depois de ter contribuído para a renovação da pintura andaluza, ao consolidar na escola sevilhana o estilo maneirista introduzido pelo flamenco Pedro de Campaña.

## Obra
Da sua obra só é bem conhecida a que correspondente ao seu período sevilhano. A sua criação mais notável é o retábulo da Natividade da catedral de Sevilha, assinado e datado em 1555, onde não só nos deu uma magnífica lição de domínio da composição, como conseguiu temperar a rigidez académica dos seus modelos com interessantes detalhes naturalistas, delicados matizes intimistas e belos efeitos luminosos. 
Em 1561, assinou, também para a catedral de Sevilha, o famoso quadro "de la Gamba", assim chamado pelo elogio que se diz que o pintor italiano Mateo Pérez de Alesio, autor do fresco gigante representando São Cristóvão na mesma catedral, lhe fez sobre a perna de Adão: «piu vale la tua gamba che tutto il mio San Cristoforo» («mais vale a tua perna que todo o meu São Cristóvão»). O tema, inspirado num original de Vasari e dífundido pelo gravador francês Philippe Thomassin, representa a alegoria da Imaculada Conceição.